# Peggy Rea
 (juin 2017).
Si vous disposez d'ouvrages ou d'articles de référence ou si vous connaissez des sites web de qualité traitant du thème abordé ici, merci de compléter l'article en donnant les références utiles à sa vérifiabilité et en les liant à la section « Notes et références ».
Peggy Jane Rea, née à Los Angeles le 31 mars 1921 et morte le 5 février 2011, est une actrice américaine connue pour ses nombreux rôles à la télévision, jouant souvent des personnages de matrone.

## Biographie
Avant de devenir actrice, Peggy Rea quitte l'Université de Californie Los Angeles (UCLA) pour aller à l'école de commerce. Elle occupe un poste de secrétaire de production à Metro-Goldwyn-Mayer dans les années 1940. Plus tard, elle est assistante de l'écrivain Kay Thompson jusqu'à ce que Thompson s'en sépare en avril 1948.
Elle est apparue dans des séries télévisées telles que I Love Lucy, Hazel, Bonanza, Have Gun – Will Travel, Gunsmoke, Sergeant Bilko, L'Homme de fer, L'Homme à la Rolls, Marcus Welby, M.D., All in the Family, Hunter, The Odd Couple, Gidget, Busting Loose, MacGyver, Shérif, fais-moi peur et Les Craquantes.
Elle est apparue dans des longs métrages, dont Cold Turkey et In Country. Elle a rejoint le casting de La Famille des collines en 1979. Peggy reste dans la série jusqu'au printemps 1981 quand son personnage de Rose épouse Stanley Perkins (joué par William Schallert).
Elle décède à Toluca Lake, Californie, d'une insuffisance cardiaque, le 5 février 2011, à l'âge de 89 ans.

## Filmographie

### Cinéma
- 1964 : Le Cirque du docteur Lao : Mrs Peter Ramsey
- 1965 : Étranges compagnons de lit : Mavis Master
- 1966 : Rien ne sert de courir : la lanceuse de poids ukrainienne
- 1969 : L'arbre d'apprentissage : Mlle McClintock
- 1971 : Cold Turkey : Mme Proctor
- 1971 : What's the Matter with Helen? : Mme Schultz
- 1974 : Win, place or steal : Josephine
- 1976 : Viol et Châtiment : la journaliste
- 1986 : Hamburger: The Motion Picture (en) : Mme Cratchmatter
- 1989 : Couvre feu : Mme Mary Cox
- 1989 : Un héros comme tant d'autres : Mamaw
- 1992 : Love field : Mlle Wanda Heisenbuttal
- 1993 : Made in America : Alberta
- 1995 : Le Diable en robe bleue : la secrétaire de Carter

### Téléfilms
- 1972 : The Night Stalker de John Llewellyn Moxey : rôle non crédité
- 1973 : Hunter de Leonard Horn
- 1973 : Stat! : Doris Runyon
- 1973 : Blood Sport de Jerrold Freedman : Mme Birdsong
- 1975 : Promise Him Anything : Mère
- 1978 : The Bastard : Femme
- 1978 : Kate Bliss and the Ticker Tape Kid (en) : Femme dans le train
- 1978 : Le cadeau de l'amour : Mme Mooney
- 1978 : A Rainy Day : Mme Jewels
- 1979 : The Cracker Factory : Pomeroy
- 1980 : The Great Cash Giveaway Getaway : Réceptionniste de l'Hôtel
- 1980 : Fun and Games : Rose
- 1989 : La Croix de feu : Eunice Schultz
- 1990 : Angel of Death : Marci
- 1993 : Une réunion de Thanksgiving Walton : Rose
- 1995 : Kansas
- 1995 : Nothing But the Truth : Flore

### Séries télévisées
- 1952 : L'Extravagante Lucy (saison 2) : Membre du Club
- 1957-1963 : Have Gun – Will Travel : Maggie Mc Guire / Peggy
- 1959 : Bonanza : Invité (non crédité)
- 1962 : Saints and Sinners : Mme Dickshan
- 1962-1971 : Gunsmoke : Bess Roniger / Rosey / Mme Roniger /..
- 1963 : Haute tension : L'opératrice téléphonique
- 1963 : 77 Sunset Strip : Mme Sontag
- 1963 : Ben Casey : Lois Kelly
- 1963 : The Eleventh Hour (en) : Dr McCarthy
- 1963-1965 : Le Jeune Docteur Kildare (divers épisodes et rôles) : Infirmière Carrie / Infirmière Helen O'Hara / Dorothy Gitner
- 1964 : Channing : Samantha
- 1964 : L'Homme à la Rolls : Sylvia Lewis
- 1965 : Des agents très spéciaux : Revivaliste
- 1965 : The Patty Duke Show : Harriet Ralston
- 1965-1969 : Les Aventuriers du Far West (divers épisodes et rôles) : Petunia / Lucy / Widow Hopkins
- 1966 : Gidget : La grosse dame
- 1966 : Les Feux de l'été : Emma Lou Macey
- 1966 : Rien ne sert de courir
- 1966 : Run Buddy Run :
- 1966 : Cher oncle Bill : Mlle Peters
- 1967 : Love on a Rooftop : Dame
- 1967 : La Vallée des poupées : Le coach vocal de Neely O'Hara (non crédité)
- 1968 : Mission impossible (saison 2, épisode 23) : Femme de ménage
- 1968 : Voici Lucy : Maude
- 1968 : Opération vol : Femme
- 1968-1973 : Mannix (divers épisodes et rôles) : Anne/Ruby Preston / Nurse Hollister / Barbara
- 1968-1973 : Doris Day comédie (divers épisodes et rôles) : Grace Henley / Infirmière Dawson / Dorothy Benson
- 1969 : Bailey et Stark : Religieuse
- 1969-1971 : Docteur Marcus Welby (divers épisodes) : Mme Baker
- 1970 : L'immortel : Mme Strom
- 1970-1971 : The Red Skelton Show (divers épisodes et rôles) : Silent Spot / Woman Grocery Shopper / Assembly Line Worker /...
- 1971 : Bonanza : Clara
- 1971 : L'Homme de Fer : La propriétaire
- 1971-1979 : Tout dans la Famille : Martha Birkhorn / Bertha
- 1972 : Love, American Style : Tante Bessie
- 1972 : Insight : Mme Bondage
- 1972 : The Odd Couple : Mlle Rykof
- 1973 : Médecins d'aujourd'hui : La propriétaire
- 1973 : Auto-patrouille : Sandra Quillan
- 1973 : Hec Ramsey : Mme Crawford
- 1973 : Urgence! : L'épouse de Neil
- 1974 : Le magicien : Emma
- 1975 : À plume et à sang : Madge Velie
- 1975 : Bronk : Clara
- 1975 : The Supercops : Bessie
- 1976 : Maude : Clara
- 1976-1977 : La Conquête de l'Ouest : Mère Tice
- 1976-1979 : ABC Afterschool Specials : Mme Atwater / Mrs Charles
- 1977 : Busting Loose : Gertrude
- 1978 : Drôles de dames (saison 3, épisode 10) : Bridget
- 1978 : Disney Parade : Mme Lacy
- 1978 : The Harvey Korman Show : Bella
- 1978 : The Paper Chase : Dr Jarrett
- 1978 : Embarquement immédiat : Femme sauna
- 1979-1981 : La Famille des collines : Rose Burton
- 1979-1985 : Shérif, fais-moi peur : Lulu Hogg (saisons 1 à 7)
- 1979 : Quincy : Mme Rhodes
- 1979 : Au fil des jours : Emily
- 1980 : Sanford : Dame
- 1986 : MacGyver : Femme en colère à l'aéroport
- 1988 : Mathnet : Gracie
- 1990 : Monsters : Babs (épisode "Petites Bénédictions")
- 1990 : Les Craquantes : Mme Contini
- 1991-1992 : Notre belle famille (saison 1) : Ivy Baker
- 1993-1998 : Une maman formidable : Jean Kelly
- 1997 : Meego : Nana